# Hans von Seißer
Hans Ritter von Seißer (ur. 9 grudnia 1874, zm. 14 kwietnia 1973) – dowódca bawarskiej policji i szef wydziału policyjnego bawarskiego ministerstwa spraw wewnętrznych, pułkownik, członek, wspólnie z Gustavem von Kahrem i Ottonem von Lossowem, prawicowego triumwiratu zarządzającego Bawarią w 1923 roku.
8 listopada 1923 roku doszło w Monachium do przewrotu (nazwanego potem puczem monachijskim), na czele którego stanęli przywódca nazistowskiej NSDAP Adolf Hitler oraz generał Erich Ludendorff. Hans von Seißer, zmuszony przez Hitlera (podobnie jak pozostali członkowie triumwiratu) do udzielenia poparcia zamachowi, wycofał je jeszcze tego samego dnia. Aresztowany przez ludzi Hitlera, został szybko uwolniony przez Ludendorffa, któremu przyrzekł, że zachowa neutralność. Nie dotrzymał jednak obietnicy – w nocy, w tajemnicy przed Hitlerem i Ludendorffem, pomógł zmobilizować stacjonujące w mieście jednostki wojskowe, które rankiem 9 listopada rozbiły pochód nazistów chcących obalić bawarski rząd.